# Bombón (canción de Daddy Yankee)
«Bombón» es una canción del cantante puertorriqueño Daddy Yankee junto al cantante dominicano El Alfa y el rapero estadounidense Lil Jon. Fue lanzado el 24 de marzo de 2022 simultáneamente con el octavo y último álbum de estudio de Daddy Yankee, Legendaddy, entre varios otros sencillos del disco.
Fue acompañado de un video musical dirigido por el director venezolano Daniel Durán. Fue escrita por Daddy Yankee, El Alfa, Lil Jon, el productor mexicano David "Scott Summers" Macías, el productor puertorriqueño Ovimael "OMB" Maldonado y los miembros del dúo de producción estadounidense Play-N-Skillz Juan Salinas y Oscar Salinas, mientras que el dúo español de los miembros del Río, Antonio Romero y Rafael Ruíz, recibieron créditos como compositores por su sencillo «Macarena» (1993), que interpola la canción. Fue producido por Daddy Yankee, Play-N-Skillz y Scott Summers.
Es una canción de dembow que recibió críticas mixtas de los críticos musicales; algunos comentaron positivamente al respecto, mientras que otros criticaron las improvisaciones de Lil Jon. Comercialmente, alcanzó el número tres en Nicaragua, el 10 en El Salvador, el 11 en Honduras, el 19 en República Dominicana, el 33 en la lista Hot Latin Songs de Billboard y el 88 en España. Se convirtió en tendencia en TikTok y fue nominado a Mejor Desafío de Baile Social en la 19.ª edición de los Premios Juventud.

## Antecedentes y composición
«Bombón» fue escrita por Daddy Yankee, El Alfa, Lil Jon, David "Scott Summers" Macías, Ovimael "OMB" Maldonado y los miembros de Play-N-Skillz "Juan Salinas" y "Oscar Salinas", mientras que los miembros del dúo español Los del Río "Antonio Romero" y "Rafael Ruíz" recibió créditos como compositor por su sencillo «Macarena» (1993), que se interpola brevemente durante el verso de El Alfa. Fue producida y programada por Daddy Yankee, Play-N-Skillz y Scott Summers, grabado por OMB y mezclado y masterizado por los ingenieros de audio estadounidenses Luis Barrera Jr. y Michael Fuller, respectivamente. Es una canción de dembow con una duración de tres minutos y dos segundos. Es la primera colaboración entre Daddy Yankee y El Alfa; este último publicó que se refirió a la canción como "uno de los mejores momentos" de su carrera y a Daddy Yankee como su ídolo. Daddy Yankee había trabajado previamente junto a Lil Jon en las versiones remix de sus sencillos «Gasolina» y «What U Gon' Do» (ambas de 2004).

## Recepción
Lucas Villa de Spin se refirió a "Bombón" como un "dembow banger explosivo" en el que Legendaddy "sacude el trasero y sigue saliendo de la escala de Richter". Jeanette Hernandez de Remezcla la seleccionó entre las mejores canciones del álbum y escribió que "nos transporta al comienzo de la carrera [de Daddy Yankee]", con "la ayuda de El Alfa y las improvisaciones esenciales de Lil Jon". La Academia de Grabación lo incluyó en su lista de "Guía esencial de Daddy Yankee", parte de su serie editorial Songbook. Por otro lado, Gary Suárez de Rolling Stone lo describió como "vergonzoso" debido a que Lil Jon "vomita sus antiguas improvisaciones", que "embalan la presencia del dembow dominicano semidiós El Alfa" y "reduce la pista de algo de una fiesta en la piscina de un hotel de Miami en 2012".Isabelia Herrera de The New York Times lo encontró "prácticamente imposible de escuchar" y se refirió a él como un "paso en falso atroz", y lo describió como "música universitaria de vacaciones de primavera, completa con '¡Sí!' improvisaciones de una época que pasó hace mucho tiempo"."Bombón" fue nominado a un Premio Juventud al Mejor Desafío de Baile Social en la 19.ª edición de los Premios Juventud.

## Desempeño comercial
Tras el lanzamiento del séptimo y último disco de Daddy Yankee, Legendaddy, «Bombón» debutó y alcanzó el puesto 33 en la lista Hot Latin Songs de Billboard y el 88 en España. También alcanzó el número tres en Nicaragua, número 10 en El Salvador, número 11 en Honduras y número 19 en República Dominicana. Se convirtió en una tendencia de TikTok y se usó en más de 2,5 millones de videos en la plataforma.

## Video musical
El video musical fue uno de los 9 que se estrenaron simultáneamente con el lanzamiento del álbum de Daddy Yankee "Legendaddy" el 24 de marzo de 2022. En el video se representa al inicio a Daddy Yankee y los cantantes que participan en la canción. Luego, los cantantes se representan en distintos escenarios junto con otras mujeres que bailan y hacen movimientos sensuales.

## Créditos y personal
- El Alfa – voz, composición
- Luis Barrera Jr. – ingeniero de mezcla, ingeniero de mezcla inmersivo
- Michael Fuller – ingeniero de masterización
- Lil Jon – voz, composición
- OMB – ingeniero de grabación, composición de canciones
- Play-N-Skillz – productor, programación, composición
- Los del Río – composición [lower-alpha 1]
- Scott Summers – productor, programación, composición
- Daddy Yankee – voz, productor, programación, composición

## Posicionamiento en listas
| Lista (2022)                          | Mejor posición |
| ------------------------------------- | -------------- |
| República Dominicana (Monitor Latino) | 19             |
| Honduras (Monitor Latino)             | 11             |
| Nicaragua (Monitor Latino)            | 3              |
| El Salvador (Monitor Latino)          | 10             |
| España (Top 100 Canciones)            | 88             |
| Estados Unidos (Hot Latin Songs)      | 33             |

| Lista (2022)                                        | Posición |
| --------------------------------------------------- | -------- |
| República Dominicana (Monitor Latino)               | 96       |
| El Salvador (Monitor Latino)                        | 33       |
| Guatemala (Monitor Latino)                          | 80       |
| Honduras (Monitor Latino)                           | 34       |
| Nicaragua (Monitor Latino)                          | 7        |
| Perú (Monitor Latino)                               | 100      |
| Estados Unidos Latin Digital Song Sales (Billboard) | 45       |
| Venezuela (Monitor Latino)                          | 69       |